# مقاطعة لينكولن (لويزيانا)
مقاطعة لينكولن (بالإنجليزية: Lincoln Parish, Louisiana)‏ هي إحدى مقاطعات ولاية لويزيانا في الولايات المتحدة. تأسست سنة 1873، وتبلغ مساحتها 1233 كم2، بلغ عدد سكانها 46735 نسمة في عام 2010 حسب إحصاء مكتب تعداد الولايات المتحدة .

## أعلام
- ويليس ريد

## وصلات خارجية
- United States Counties